# 안티오코스 1세 소테르
안티오코스 1세 소테르(그리스어: Ἀντίοχος Α΄ ὁ Σωτήρ 기원전 324년경 ~ 기원전 261년, 재위 기원전 281년 ~ 기원전 261년)은 셀레우코스 1세 니카토르의 아들이며, 셀레우코스 제국의 2번째 임금이다.
셀레우코스 1세와 페르시아인인 아파마 사이에서 태어났으며, 데메트리오스 1세의 딸이자 자신의 계모인 스트라토니케와 결혼하여 안티오코스 2세 테오스가 태어났다.
이후 기원전 278년 갈리아인의 침공을 받았으나, 전투 코끼리를 사용해 자신의 왕국을 지켜내는 데 성공하여 소테르(Soter)라는 칭호를 얻었다. 그 뒤 기원전 261년 페르가몬과의 전투에서 패배했으며, 그 해 사망하였다.